# Libro de Henryków

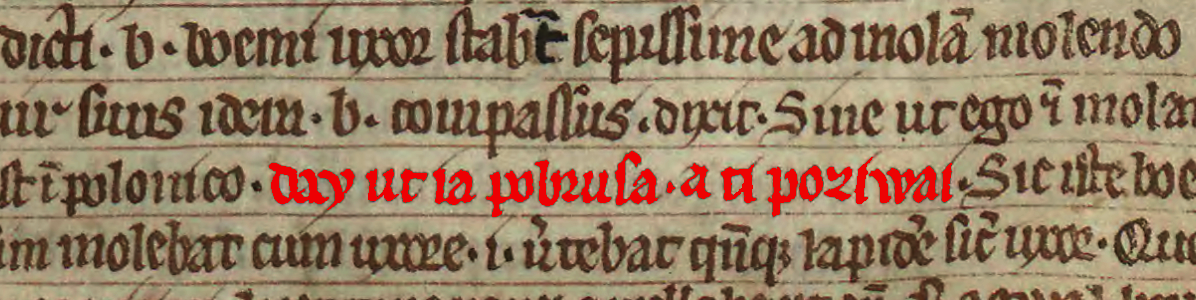
En rojo, la frase escrita lo que se considera antiguo polaco, checo y silesiano.

El libro de Henryków (originalmente en latín: Liber fundationis claustri Sancte Marie Virginis in Heinrichau; en polaco: Księga henrykowska) es una crónica latina de cien páginas escrita en la abadía de Henryków, en la región histórica de Baja Silesia, por monjes cistercienses como registro de pertenencias saqueadas por los mongoles en 1241. Posteriormente fue aprovechado para escribir la historia de la abadía. Su importancia radica en que contiene una frase considerada la primera escrita en un lenguaje que puede reconocerse como antiguo polaco, checo y silesiano. Actualmente se encuentra en el museo diocesano de Breslavia:

Bogwali uxor stabat, ad molam molendo. Cui vir suus idem Bogwalus, compassus dixit: Sine, ut ego etiam molam. Hoc est in polonico: Day, ut ia pobrusa, a ti poziwai
Libro de Henryków, 1270.

El monje que la escribió añadió hoc est in polonico (Esto es polaco). Sin embargo, las oraciones pudieran ser también formas primitivas de checo y silesiano, ya que la última contiene palabras y caracteres propios de sus respectivos alfabetos.